# Francisco Madrid
Francisco "Paco" Madrid (Barcelona, España, 24 de febrero de 1900-Buenos Aires, Argentina, 8 de enero de 1952) fue un autor, periodista y guionista español de cine residente en Argentina.

## Biografía
Francisco Madrid nació en Barcelona. Su madre, María Bárbara Alier, viajó a Cuba cuando Francisco Madrid tenía ocho años, viaje del cual nunca regresó. Fue entonces criado por su madrina, Josefa Medina. Trabajó desde pequeño. De joven tomó cursos en filosofía en escuelas nocturnas, donde conoció y aprendió del ensayista y crítico de arte catalán Eugenio d'Ors.
Dedicado al periodismo escrito y radial, defendió el ideal republicano y socialista. En Europa ejerció el periodismo en Barcelona, Madrid, París y Ginebra. Fue crítico teatral del periódico barcelonés La Noche. Editó, junto a Braulio Solsona, la revista de crítica teatral y literaria El Escándalo. Escribió sobre cine en las recién aparecidas revistas especializadas El Cine, El Mundo Cinematográfico y La Pantalla.
Trabajó en la capital de Francia como corresponsal de El Liberal y El Heraldo de Madrid, conviviendo en una modesta pensión del barrio Latino con el político y periodista valenciano Carlos Esplá Rizo. En París, en medio de un grupo de jóvenes españoles, muchos de ellos exiliados de la dictadura de Primo de Rivera, trató al autor y filósofo español Miguel de Unamuno. Años después publicó una colección de anécdotas sobre Unamuno titulada Genio e ingenio de Don Miguel de Unamuno.
Como crítico teatral trató a Ramón Valle-Inclán. En 1925, luego del estreno de la obra La Cabeza de Bautista, de Valle-Inclán, escribe en el periódico La Noche una entrevista con el autor. Esta entrevista serviría de base para el libro La vida altiva de Valle-Inclán, importante referencia sobre la vida del autor gallego.
En 1926 escribió el guion de la película documental Gent i paisatge de Catalunya, de Josep Gaspar. De acuerdo con la Fundacio Videoteca dels Països Catalans, la película es considerada un valioso retrato de la sociedad catalana de la década de los años 20. 
En 1929 se casó con la conocida actriz catalana María Luisa Rodríguez, quien luego lo acompañó a Madrid y formó parte del Teatro de la Comedia de Madrid. En 1931, por ocho meses, fue secretario del gobernador civil de Barcelona, Lluis Companys. Paso que dejó documentado en Ocho meses y un día en el gobierno civil de Barcelona.
Fue vicedirector del diario La Voz, de Madrid. Miembro del Ateneo de Madrid; considerado Ateneísta Ilustre.
En julio de 1936 fue a Francia, invitado por el gobierno francés. Estando en París, empezaron los movimientos militares que darían lugar a la guerra civil española. Inmediatamente, volvió a España, pero en la frontera, en Puigcerdá, fue detenido y condenado a muerte por milicianos anarquistas por sus escritos polemizando con el anarquismo. Gracias a la intervención del entonces presidente de la Generalidad, Lluís Companys, Madrid pudo escapar hacia Londres. Junto con su mujer, María Luisa Rodríguez, y su hija Nuria partieron de Burdeos hacia Buenos Aires, donde arribaron el 17 de octubre de 1936. Dada la reputación republicana de Franciso Madrid, a él y a su familia no se les permitió desembarcar. El embajador de la República Española en Buenos Aires, Enrique Díez Canedo, intercedió ante las autoridades argentinas, logrando que se los dejara desembarcar esa misma tarde. 
El periodista de Noticias Gráficas Jaime Jacobson le consiguió trabajo en ese diario. Al poco tiempo, fue nombrado tercer secretario de la Embajada de España.
Francisco Madrid llevó a Buenos Aires su pasión por el cine y el teatro. Trajo desde Europa la traducción de la obra de Lillian Hellman The Children's Hour, a la que tituló Las inocentes. La obra se estrenó el 9 de diciembre de 1936 en el Teatro Corrientes, hoy Teatro Municipal General San Martín, con María Luisa Rodríguez, María Esther Podestá, Rosa Catá, Fanny Yest y Eva Duarte. En enero de 1937, la compañía estrenó la obra en Montevideo.
Casi de inmediato a su arribo, la Sociedad Argentina de Autores y Compositores, aceptó el ingreso como socio de Francisco Madrid como reconocimiento por haber estrenado en España obras con las compañías argentinas de Camila Quiroga y Enrique de Rosas.
En Buenos Aires, Paco Madrid hizo periodismo, escribió ensayos, guiones para cine, novelas, teatro, y traducciones. 
En 1945, escribió el argumento y el guion, junto con Mario Soffici, de La cabalgata del circo, interpretada por Hugo del Carril y Libertad Lamarque. Eva Duarte aparece en el segundo rol femenino. En 1947, escribe el guion, de La copla de la Dolores película que compitió en el Festival de Cannes.
Fue director y miembro fundador de la Asociación de Cronistas Cinematográficos de la Argentina, fundada el 10 de julio de 1942. También participó en la actividad sindical, luchando por el reconocimiento de los derechos del traductor.
Por la película documental Los pueblos dormidos, de la que fue guionista, la Academia de Artes y Ciencias Cinematográficas de la Argentina lo galardonó en 1948 con una mención especial junto al director Leo Fleider.
En sus últimos años trabajó como principal redactor de la revista argentina El Hogar, editada por la Editorial Haynes, usando varios pseudónimos en sus artículos. En 1948, desde la revista El Hogar, Madrid acusó a Roberto Rossellini de plagio en el segmento El Milagro (Il Miracollo) de su film L'Amore. El argumento estaba escrito en solitario por Federico Fellini. Hoy se reconoce a la historia Flor de Santidad de Valle-Inclán, como fuente de Fellini.
Francisco Madrid murió en Buenos Aires, a los 52 años, por complicaciones de una operación de úlcera de estómago.

## Curiosidades
En Barcelona fue redactor para La Publicidad, La Lucha, El Día Gráfico, La Noche, El Escándalo, Fantasio, y L'Esquella de la Torratxa y fue corresponsal del periódico madrileño El Sol.
Considerado un pionero del periodismo de investigación. (Ver Luengo López (2005).)
En 1925, en una serie de reportajes aparecidos en El Escándalo, bautizó una zona del Raval con el nombre de Barrio Chino. La denominación alcanzó una aceptación total. (Ver Paco Villar (1996).)
Fueron padrinos de su boda con María Luisa Rodríguez el político Juan Pich y Pon y los actores Enrique Borrás y Pio Daví Segalés.
Para la película La Canción de la Dolores, coescribió con el músico Guillermo Cases “La canción del lavadero.” Esta canción fue compuesta por teléfono.

### Teatro
- Yes - Yes, Barcelona, 1925. Revista musical. Letra en colaboración con José María de Sagarra, Braulio Solsona y Manuel Sugrañes. Música de Enrique Clará. Estrenada en el Teatro Cómico.
- El mal que pot fer una dona, Barcelona, 1926. Estrenada por la Compañía de María Vila y Pío Davi en el Teatro Apolo.
- Joy - Joy, Barcelona, 1926. Revista musical. Letra en colaboración con José María de Sagarra, Braulio Solsona y Manuel Sugrañes. Música de Enrique Clará. Estrenada en el Teatro Cómico.
- Reus, París y Londres, Barcelona, 1927. Revista musical. Letra en colaboración con Pedro Puche. Música de J. Demón. Estrenada en el Teatro Apolo.
- Bis - Bis, Barcelona, 1927. Revista musical. Letra en colaboración con Mario Aguilar, Luis Fabrelias, Braulio Solsona y Manuel Sugrañes. Música de Enrique Clará. Estrenada en el Teatro Cómico.
- Pocker, Barcelona, 1928. Revista musical. Letra en colaboración con Joaquín Montero, Braulio Solsona y Manuel Sugrañes. Música de Enrique Clará.
- 9,000 pessetas, Barcelona, 1928. Comedia en un acto. Estrenada por Joaquín Montero.
- Ella, ell i un cafe romantic, Barcelona 1928. Comedia en un acto. Estrenada por María Luisa Rodríguez en el Teatro Romea.
- Museum, Barcelona, 1928. Revista musical. Letra en colaboración con Braulio Solsona y Manuel Sugrañes. Música de Enrique Clará. Estrenada en el Teatro Olympia.
- 29, Barcelona, 1929. Revista musical. Letra en colaboración con Braulio Solsona. Música de Demon. Estrenada por la Compañía de Elena Jordi en el Teatro Goya.
- La Elena i els seus amants, Barcelona, 1929. Estrenada por la Compañía de Elena Jordi en el Teatro Goya.
- Eureka, Barcelona, 1930. Revista musical. Letra en colaboración con Braulio Solsona y Manuel Sugrañes. Música de Enrique Clará.
- She, She, Barcelona, 1930. Revista musical. Letra en colaboración con Braulio Solsona y Manuel Sugrañes. Música de Enrique Clará.
- Ep, xófer, Taxi!, Barcelona, 1930. Revista musical. Letra en colaboración con Braulio Solsona. Música de J. Demón. Estrenada en el Teatro Talia.
- La Comedia empieza cuando acaba, Barcelona, 1930. Estrenada por la Compañía de Camila Quiroga en el Teatro Poliorama.
- Dos damas en el tablero, Barcelona, 1931. Estrenada por la Compañía de María Luisa Rodríguez en el Teatro Poliorama.
- Que te parece Lulu?, Barcelona, 1933. Estrenada por la Compañía de Enrique Rosas y Matilde Rivera en el Teatro Poliorama.
- El día que llegó Adelfa, Buenos Aires, 1938. Estrenada por María Luisa Rodríguez en el Teatro Avenida. También adaptada por su autor para personaje masculino, protagonizada en radio Pedro López Lagar. El mismo actor presentó las adaptaciones radioteatrales de La Arlesiana y de Eugenia de Montijo, hechas por Francisco Madrid.
- Los besos no pagan multa, Buenos Aires, 1940. Estrenada por la Compañía de Mecha Ortiz.
- La vida de María Curie, La Habana, 1940 (Esperpento Ediciones Teatrales, Madrid, 2016) .[1] En colaboración con Alejandro Casona. Estrenada por la Compañía de Blanca Podestá en el Teatro Smart, hoy Teatro Blanca Podestá.
- La Isabela, (Esperpento Ediciones Teatrales, Madrid, 2016) .[1] Premiada por Argentores en 1948. Estrenada en el Teatro Argentino por la Compañía de Nélida Quiroga.

### Ensayos y novelas
- El ruidísimo pleito de las juntas de defensa y Millán-Astray, Barcelona: Gráficos Costa, 1922.
- Un diálogo con Don Ramón Valle-Inclán, en La Noche, Barcelona, 20-III-1925. Reproducido en Entrevistas, conferencias y cartas, J. Valle-Inclán y J. Valle-Inclán (eds), pp. 275-278, Valencia, Pre-Textos, 1994.
- La senyora del senyor Blum, novela. Barcelona, 1925.
- Sangre en Atarazanas, novela. Barcelona: Las Ediciones de la Flecha, 1926.
- A la sombra dé la aventura, novela. Barcelona, 1927.
- Los desterrados de la dictadura: reportajes y testimonios, Madrid, Editorial España, 1930.
- Ocho meses y un día en el gobierno civil de Barcelona: Confesiones y testimonios. Barcelona: Las Ediciones de la Flecha, 1932.
- Film de la República Comunista Libertaria. Reportaje político. Barcelona-Madrid: Ediciones de la Flecha, 1932.
- La Guinea Incógnita: (Vergüenza y Escándalo Colonial), Madrid: Editorial España, 1933.
- Catorce de Abril : Novela-Reportaje, Barcelona : Ediciones de la Flecha, 1934.
- Conferencia Grandeza y miseria de Luis Bello, 23 de julio de 1938, Centro Catalán de Rosario, publicada después por el Ateneo Luis Bello de esa ciudad.
- Valor humano de Indalecio Prieto," conferencia. Buenos Aires: Agrupación Asturiana de Ayuda a España Leal. 1938.
- Las últimas veinticuatro horas de Francisco Layret. Buenos Aires: Publicaciones del Patronato Hispano-Argentino de Cultura, 1942.
- Genio e ingenio de Don Miguel de Unamuno, Buenos Aires, Aniceto López editor, 1943.
- La vida altiva de Valle-Inclán, Buenos Aires, Poseidón, 1943.
- George Bernard Shaw. Sus ideas, sus anécdotas, sus frases, Buenos Aires, Schapire, 1951.
- Los conspiradores de Ginebra, novela de publicación póstuma. Plaza y Janés, 1969.

### Ensayos sobre cine
- Revista Cine, editada con Jaime Jacobson. Allí Francisco Madrid fue publicando una historia del cine en capítulos.
- Mario Soffici o el naturalismo dramático en Los directores argentinos, "El cine al día", 1944. Publicado como folleto por JMCouselo, J.Gómez Bas y Kive Staif, Centro de investigación del Cine argentino, Tercer festival internacional de Mar del Plata, enero de 1961.
- Cine de hoy y de mañana, Buenos Aires, Poseidón, 1945.
- Cincuenta años de cine. Crónica del séptimo arte, Buenos Aires, Ediciones del Tridente, 1946.

### Traducciones
- Baby, la ventafocs núm. 52, de John Hartley Manners, Barcelona, Libraría Bonavia, 1930. Estrenada en el Teatro Romea, Barcelona, en 1930.
- Tres maneres de parlar, de André Charmul, estrenada en el Teatro Romea, Barcelona, en 1931.
- Aventura sentimental d'una minyona, de A. Brocke, co-traducida con Antonio Nadal, Barcelona, Libraría Bonavia, 1931. Estrenada en el Teatro Romea, Barcelona, en 1931.
- The Children's Hour, de Lillian Hellman, rebautizada Las inocentes. y estrenada en 1936 en el Teatro Corrientes, hoy Teatro Municipal San Martín
- Mujeres, de Claire Booth, en la que se consagró Mecha Ortiz en la temporada de 1938, en el Teatro Smart.
- Retrato de familia, que Blanca Podestá estrenó en el Teatro Smart.
- María Rosa, de Angel Guimerà, que había sido interpretada por María Luisa Rodríguez en catalán, y que, en la versión de Paco Madrid, fue representada por Amelia Bence y Alberto Closas, juntos por primera vez.
- Nuestro pueblo, de Thornton Wilder, estrenada por la Compañía de Eva Franco.
- Luz de gas, de Patrick Hamilton, que estrenó Camila Quiroga.
- Tierra Baja, de Ángel Guimerá. Buenos Aires: Editorial Poseidón, 1943.
- Un invierno en Mallorca, obra autobiográfica de George Sand donde relata el viaje que hizo con sus hijos y Federico Chopin a la ciudad española en el invierno de 1838. Buenos Aires, Poseidón, 1943.
- La escuela de las mujeres y Roberto – Genoveva. Segunda parte de la escuela de las mujeres, de André Gide, Buenos Aires, Ediciones Malinca, 1954.
- La vida heroica de María Curie, escrita por Eva Curie. Buenos Aires, Espasa-Calpe, 1941.

### Filmografía

#### Adaptación
- Hollywood Revue (1930), de MGM, adaptación española coescrita con Braulio Solsona.

#### Guion
- Gent i paisatge de Catalunya (1926), documental. Colaboración en el guion de Alejandro Plana y José María de Sagarra. Director: José Gaspar.
- Despertar a la vida (1945), basada en El cobayo del Dr Arnó, de Carlos Alberto Silva. Director: Mario Soffici.
- La cabalgata del circo (1945). Argumento y guion en colaboración con Mario Soffici. Director: Mario Soffici y Eduardo Boneo.
- Los pueblos dormidos (1947), documental. Director: Leo Fleider. Filme premiado por la Academia de Artes y Ciencias Cinematográficas de la Argentina, y por el Segundo Festival Internacional de Cine de Edimburgo.
- La copla de la Dolores (1947), basada en Lo que fue de la Dolores, de José Manuel Acevedo. Director: Benito Perojo. Film seleccionado para participar en el Festival de Cannes, en 1947.
- Olé torero! (1948). Director: Benito Perojo. F. Madrid se quejó de que le hubieran cambiado el trabajo original.
- Sombras en la frontera (1951). Director: Leo Fleider.

#### Argumento
- María Rosa (1946), basada en obra homónima de Ángel Guimerá. Argumento en colaboración con Ariel Cortazzo. Director: Luis Moglia Barth.